# Даміано Даміані
Даміано Даміані (італ. Damiano Damiani; 23 липня 1922 — 7 березня 2013) — італійський режисер, сценарист, письменник.

## Біографія
Народився 23 липня 1922 в Пазіано ді Порденоне, на півночі Італії.
Відомий італійський режисер, сценарист, письменник, автор легендарного телесеріалу «Спрут» (італ. La Piovra). Свою кар'єру в кіно він розпочав у «золоті роки» неореалізму. Спочатку реалізувався як художник і актор, потім почав писати сценарії і зрештою сам розпочав постановку фільмів. Критики називають його найкращим етапом 1960-ті роки, коли режисер співпрацював з драматургом і сценаристом Тоніно Гуерра і письменником Альберто Моравіа. Працював він і в жанрі «спагеті-вестерн».  
Справжню славу у глядачів режисер отримав за телесеріал про борця з сицилійською мафією комісара Каттані — «Спрут», який до цього часу є найкасовішим проєктом державного італійського телебачення «RAI» і відомий далеко за межами країни.
Ще 70-х звернувся до теми піраміди влади, і його першою гучною роботою стала картина за романом Леонардо Шаші День сови (італ. Il giorno della civetta), 1967, з Клаудією Кардінале і Франко Неро.  
Для «Спруту» Даміані створив лише перший сезон серіалу, але тим самим започаткував цілий жанр, який вийшов далеко за межі детективного кіно і перетворився на своєрідний кінолітопис життя в Італії.  
Продовжував працювати на телебаченні. Серед його телеробіт двосерійний художній фільм «Ленін. Поїзд» (італ. Il treno di Lenin) (1988) про вождя російської революції. Свій останній фільм «Вбивці в дні свят» режисер поставив у 2002 році.  
Надалі відійшов від кіно, але продовжував займатися мистецтвом, повністю присвятивши себе ще одній своїй пристрасті — живопису.
Пішов з життя 7 березня 2013 в Римі.

## Фільмографія
- La banda d'Affori (1947)
- Le giostre (1954)
- Il rossetto (1960)
- Il sicario (1961)
- L'isola di Arturo (1962)
- La rimpatriata (1963)
- Нудьга / La noia (1963)
- La strega in amore (1966)
- Золота куля (1966)
- Una ragazza piuttosto complicata (1968)
- День сови (1968)
- Найвродливіша дружина (1970)
- Confessione di un commissario di polizia al procuratore della repubblica (1971)
- L'istruttoria è chiusa: dimentichi (1971)
- Girolimoni, il mostro di Roma (1972)
- Il sorriso del grande tentatore (1974)
- Perché si uccide un magistrato (1975)
- Io ho paura (1977)
- Goodbye & Amen (1977)
- Un uomo in ginocchio (1979)
- L'avvertimento (1980)
- Parole e sangue (1982)
- Amityville Possession (1982)
- Спрут (1984)
- Pizza Connection (1985)
- L'inchiesta (1986)
- Imago urbis (1987)
- Il treno di Lenin (1988)
- Gioco al massacro (1989)
- Il sole buio (1990)
- Uomo di rispetto (1992)
- L'angelo con la pistola (1992)
- Una bambina di troppo (1994)
- Ama il tuo nemico (1999)
- Alex l'ariete (2000)
- Ama il tuo nemico 2 (2001)
- Assassini dei giorni di festa (2002)